# Manon Houette
Manon Houette (ur. 2 lipca 1992 r. w Le Mans) – francuska piłkarka ręczna, reprezentantka kraju, zawodniczka Metz Handball, występująca na pozycji lewoskrzydłowej.
W 2016 roku na igrzyskach olimpijskich w Rio de Janeiro zdobyła srebrny medal. W grudniu tego samego roku wywalczyła brąz podczas mistrzostw Europy w Szwecji. Rok później na mistrzostwach świata w Niemczech została mistrzynią świata. W 2018 roku na mistrzostwach Europy we Francji zdobyła złoty medal.

## Sukcesy reprezentacyjne
- Mistrzostwa świata:
  -  2017
- Mistrzostwa Europy:
  -  2018
  -  2016

## Sukcesy klubowe
- Puchar Zdobywców Pucharów:
  -  2014-2015 (Fleury Loiret Handball)
- Mistrzostwa Francji:
  -  2014-2015 (Fleury Loiret Handball), 2017-2018 (Metz Handball)
  -  2012-2013, 2015-2016 (Fleury Loiret Handball)
- Puchar Francji:
  -  2013-2014 (Fleury Loiret Handball)
- Mistrzostwa Niemiec:
  -  2016-2017 (Thüringer HC)